# Metallochlora grisea
Metallochlora grisea là một loài bướm đêm trong họ Geometridae.